# Miccia detonante

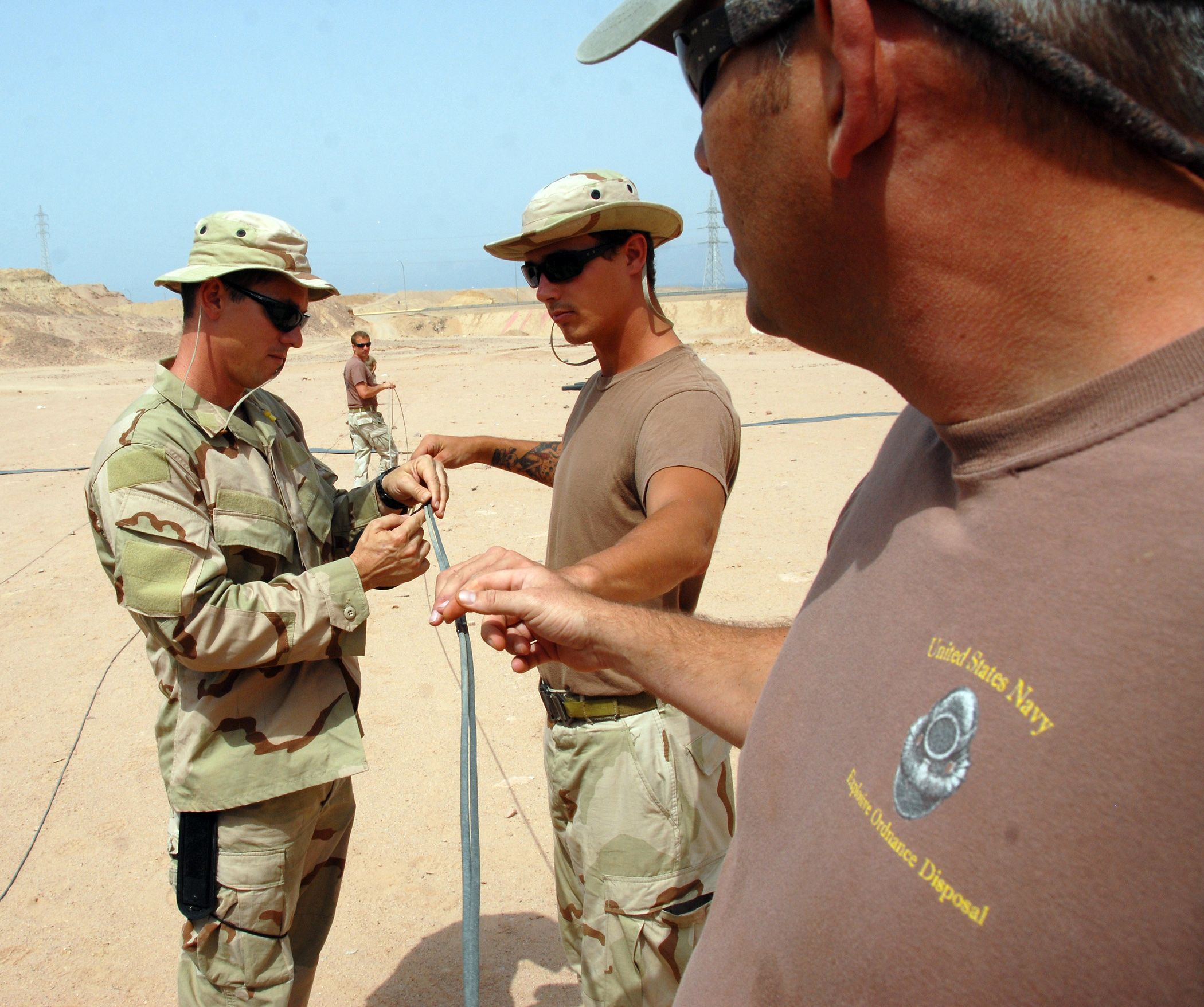
Marinai statunitensi smaltiscono ordigni esplosivi tecnici con doppio strato di miccia detonante

La miccia detonante (chiamata anche detonation cord, detacord, det. cord, detcord, primer cord o sun cord) è un sottile tubo di plastica con all'interno un'anima di PETN (tetranitrato di pentaeritrite). 
Fra gli impieghi tipici vi sono: miniera, foratura, demolizioni e da guerra.

## Impiego diretto
La miccia detonante può essere impiegata come carica di taglio per rimuovere: alberi, tubi, cavi, fibre ottiche e fasci di altre utilità mettendone uno o più giri completi intorno al bersaglio.
La miccia detonante può essere anche utilizzata nelle demolizioni di costruzioni per tagliare piastre snelle di calcestruzzo tramite fori paralleli alla superficie. Il vantaggio rispetto all'uso della dinamite è la ridotta quantità di esplosivo necessaria..